# ذى شراح (إب)

تعديل مصدري - تعديل

ذى شراح محلة تابعة لقرية فراد، التابعة لعزلة جبل معود بمديرية إب إحدى مديريات محافظة إب في الجمهورية اليمنية.، بلغ تعداد سكانها 101 حسب تعداد اليمن لعام 2004.